# Franco Pizzichillo
Franco Nicolás Pizzichillo Fernández (Paysandú, 3 gennaio 1996) è un calciatore uruguaiano, centrocampista del Montevideo City Torque.

## Caratteristiche tecniche
È un mediano

## Carriera

### Club
È cresciuto nelle giovanili del Defensor Sporting.

### Nazionale
Nel 2013 con la nazionale Under-17 uruguaiana ha preso parte al campionato mondiale e al campionato sudamericano.
Nel 2015 con la nazionale Under-20 uruguaiana ha preso parte al campionato sudamericano, disputando due partite.

## Statistiche

### Presenze e reti nei club
Statistiche aggiornate al 29 giugno 2025.
| Stagione                      | Squadra                       | Campionato                    | Campionato | Campionato | Coppe nazionali | Coppe nazionali | Coppe nazionali | Coppe continentali | Coppe continentali | Coppe continentali | Altre coppe | Altre coppe | Altre coppe | Totale | Totale | Totale |
| Stagione                      | Squadra                       | Comp                          | Pres       | Reti       | Comp            | Pres            | Reti            | Comp               | Pres               | Reti               | Comp        | Pres        | Reti        | Pres   | Reti   |        |
| ----------------------------- | ----------------------------- | ----------------------------- | ---------- | ---------- | --------------- | --------------- | --------------- | ------------------ | ------------------ | ------------------ | ----------- | ----------- | ----------- | ------ | ------ | ------ |
| 2017                          | Villa Teresa                  | SD                            | 12+5       | 4+2        | -               | -               | -               | -                  | -                  | -                  | -           | -           | -           | 17     | 6      |        |
| 2018                          | Cerrito                       | SD                            | 12         | 5          | -               | -               | -               | -                  | -                  | -                  | -           | -           | -           | 12     | 5      |        |
| 2019                          | Montevideo City Torque        | SD                            | 12         | 1          | -               | -               | -               | -                  | -                  | -                  | -           | -           | -           | 12     | 1      |        |
| 2020                          | Montevideo City Torque        | PD                            | 34         | 3          | -               | -               | -               | -                  | -                  | -                  | -           | -           | -           | 34     | 3      |        |
| 2021                          | Montevideo City Torque        | PD                            | 27         | 2          | -               | -               | -               | CS                 | 7                  | 3                  | -           | -           | -           | 34     | 5      |        |
| gen.-giu. 2022                | Santos Laguna                 | LMX                           | 3          | 0          | -               | -               | -               | CCL                | 1                  | 0                  | -           | -           | -           | 4      | 0      |        |
| 2022-gen. 2023                | Santos Laguna                 | LMX                           | 4          | 0          | -               | -               | -               | -                  | -                  | -                  | -           | -           | -           | 4      | 0      |        |
| Totale Santos Laguna          | Totale Santos Laguna          | Totale Santos Laguna          | 7          | 0          |                 | -               | -               |                    | 1                  | 0                  |             | -           | -           | 8      | 0      |        |
| 2023                          | Montevideo City Torque        | PD                            | 34         | 1          | CU              | 5               | 2               | -                  | -                  | -                  | -           | -           | -           | 39     | 3      |        |
| 2024                          | Montevideo City Torque        | SD                            | 30         | 5          | CU              | 1               | 1               | -                  | -                  | -                  | -           | -           | -           | 31     | 6      |        |
| 2025                          | Montevideo City Torque        | PD                            | 18         | 0          | -               | -               | -               | -                  | -                  | -                  | -           | -           | -           | 18     | 0      |        |
| Totale Montevideo City Torque | Totale Montevideo City Torque | Totale Montevideo City Torque | 155        | 12         |                 | 6               | 3               |                    | 7                  | 3                  |             | -           | -           | 168    | 18     |        |
| Totale carriera               | Totale carriera               | Totale carriera               | 191        | 23         |                 | 6               | 3               |                    | 8                  | 3                  |             | -           | -           | 205    | 29     |        |

### Presenze e reti in nazionale
| Cronologia completa delle presenze e delle reti in nazionale ― Uruguay | Cronologia completa delle presenze e delle reti in nazionale ― Uruguay | Cronologia completa delle presenze e delle reti in nazionale ― Uruguay | Cronologia completa delle presenze e delle reti in nazionale ― Uruguay | Cronologia completa delle presenze e delle reti in nazionale ― Uruguay | Cronologia completa delle presenze e delle reti in nazionale ― Uruguay | Cronologia completa delle presenze e delle reti in nazionale ― Uruguay | Cronologia completa delle presenze e delle reti in nazionale ― Uruguay |
| Data                                                                   | Città                                                                  | In casa                                                                | Risultato                                                              | Ospiti                                                                 | Competizione                                                           | Reti                                                                   | Note                                                                   |
| ---------------------------------------------------------------------- | ---------------------------------------------------------------------- | ---------------------------------------------------------------------- | ---------------------------------------------------------------------- | ---------------------------------------------------------------------- | ---------------------------------------------------------------------- | ---------------------------------------------------------------------- | ---------------------------------------------------------------------- |
| 30-5-2024                                                              | San José                                                               | Costa Rica                                                             | 0 – 0                                                                  | Uruguay                                                                | Amichevole                                                             | -                                                                      |                                                                        |
| 1-9-2024                                                               | Fort Lauderdale                                                        | Uruguay                                                                | 1 – 1                                                                  | Guatemala                                                              | Amichevole                                                             | -                                                                      | 74’                                                                    |
| Totale                                                                 |                                                                        | Presenze                                                               | 2                                                                      |                                                                        | Reti                                                                   | 0                                                                      |                                                                        |